# Кузнецов Микола Олексійович
Микола Олексійович Кузнєцов (25 грудня 1907 , Чаплигін, Рязанська губернія  — 25 липня 1992 , Мінськ ) — гвардії полковник Радянської Армії, учасник Німецько-радянської війни, Герой Радянського Союзу (1944).

## Біографія
Микола Кузнєцов народився 25 грудня 1907 року в сім'ї робітника в місті Раненбург Раненбурзького повіту Рязанської губернії, нині місто Чаплигін Чаплигінського району Липецької області.
Коли Миколі було три роки, помер батько. На руках матері лишилося троє дітей. У 1916 році молодший син Коля вступив до міської парафіяльної школи. У 14 років Микола, не кидаючи школи, розпочав свою трудову діяльність — водоливом на міській водокачці.
Після закінчення семирічки 1922 року Микола працював кур'єром у Раненбурзькому повітовому виконкомі.
За два роки пройшов шлях від учня та підручного слюсаря міських механічних майстерень до кваліфікованого слюсаря турбінного заводу в місті Кургані. У 1923 році Микола серед передових робітників вступив до лав РКСМ. Хороше трудове загартування, діловитість і наполегливість, вміння працювати з молоддю, привернути її на добрі справи не залишилися поза увагою партійних і комсомольських активістів заводу, які через чотири роки висунули Миколу на комсомольську роботу в Білозерський райком РКСМ Уральської області (нині Білозерський район Курганської).
У 1929 році Кузнєцов був призваний на службу в Робітничо-селянську Червону Армію, служив у прикордонних військах НКВС СРСР.
Із 1930 член ВКП(б), у 1952 партія перейменована в КПРС.
У 1932 році прикордонник, секретар осередку ВЛКСМ застави М. О. Кузнєцов направлений до Московської вищої прикордонної школи ОГПУ (з 1934 року — НКВС) СРСР, після закінчення якої служив на посаді помічника, а потім начальника прикордонної застави, начальника штабу комендатури.
У квітні 1937 року комуніст, вправний організатор, досвідчений вихователь М. О. Кузнєцов був направлений на партійну роботу до Звірівського районного комітету ВКП(б) Азово-Чорноморського краю (з 13 вересня 1937 — Ростовської області), де працював спочатку секретарем із кадрів, а потім другим секретарем РК ВКП(б).
У 1941 закінчив вищі курси перепідготовки політскладу при Військово-політичній академії імені В. І. Леніна. 13 вересня 1941 року батальйонний комісар М. О. Кузнєцов направлений до 23-ї стрілецької дивізії Північно-Західного фронту. Із дивізією воював на Сталінградському та Воронезькому фронтах. У січні 1943 року був поранений.
До листопада 1943 року підполковник Микола Кузнєцов був заступником з політчастини командира 465-го стрілецького полку 167-ї стрілецької дивізії 38-ї армії 1-го Українського фронту. Відзначився під час визволення Києва.
4 листопада 1943 року разом зі своїм полком Кузнєцов увійшов до міста і в наступних вуличних боях знищив велику кількість солдатів й офіцерів супротивника, а також його бойової техніки.
Указом Президії Верховної Ради СРСР від 10 січня 1944 року підполковник Микола Кузнєцов був удостоєний високого звання Героя Радянського Союзу з врученням ордена Леніна та медалі «Золота Зірка».
Наприкінці 1943 підполковник Кузнєцов був направлений у тил противника. Його загін діяв у районі оточеного Корсунь-Шевченківського угруповання противника, знищуючи живу силу та техніку фашистських військ. За півтора місяці диверсійної операції в тилу противника було знищено три генерали, понад 250 офіцерів і солдатів, 7 штабів з'єднань, полків та батальйонів, видобуто цінні оперативні документи та відомості.
У Чехословаччині, у боях під Кошицями, зазнав другого тяжкого поранення, після якого до лав зміг повернутися лише після закінчення Німецько-радянської війни.
Після закінчення війни Кузнєцов продовжив службу в Радянській Армії. Із травня 1945 року до квітня 1957 року він на різних відповідальних політичних посадах. Закінчив службу М. О. Кузнєцов на посаді відповідального секретаря парткомісії при політвідділі армії Забайкальського військового округу.
У 1957 році у званні полковника його було звільнено в запас за станом здоров'я. Проживав спочатку в Бересті, потім, із 1970-х років у Мінську.
Микола Олексійович Кузнєцов помер 25 липня 1992 року.

## Нагороди
- Герой Радянського Союзу, 10 січня 1944
  - Медаль «Золота Зірка» № 2443
  - Орден Леніна № 16386
- Орден Червоного Прапора
- Орден Вітчизняної війни І ступеня, 10 січня 1945
- Два ордени Червоної Зірки, 1 березня 1943, 29 листопада 1943
- медалі, у тому числі.
  - Медаль «За бойові заслуги», 3 листопада 1944
  - Медаль «За оборону Сталінграда», 31 серпня 1945

## Пам'ять
- У місті Чаплигіному біля Меморіалу військової слави встановлено барельєф.
- 5 травня 2016 року МБОУ ЗОШ № 1 м. Чаплигіна Чаплигінського муніципального району присвоєно ім'я М. А. Кузнєцова[9][10].
  - На будівлі Чаплигінської середньої школи № 1 встановлено меморіальну дошку у травні 1985[11].

## Родина
Онучка Ірина